# Éric Tessier
Éric Tessier (nascut el 19 de març de 1966) és un director i guionista de cinema i televisió canadenc de Quebec. Va rebre una nominació al Canadian Screen Award al Millor guió adaptat als 10ns Canadian Screen Awards el 2022, per la pel·lícula Tu te souviendras de moi.

## Filmografia selectiva
- 2003 : Sur le seuil[3]
- 2003 : 3X Rien (sèrie de televisió)
- 2004 : Vendus
- 2006 : Rumours (sèrie de televisió) - 9 episodis
- 2006 : La chambre no 13 (minisèrie)
- 2008 : Sophie (sèrie de televisió) - 17 episodis
- 2010 : 5150, Rue des Ormes[4]
- 2012 : Les Pee-Wee 3D : L'hiver qui a changé ma vie[5]
- 2012 :  O' (sèrie de televisió)
- 2015 : Pour Sarah (sèrie de televisió)
- 2016 : 9, le film, sketx Eccéité
- 2017 : Junior Majeur[6]
- 2020 : Tu te souviendras de moi[7]